# Coustouges
Coustouges (katalanska: Costoja) är en kommun i departementet Pyrénées-Orientales i regionen Occitanien i södra Frankrike. Kommunen ligger i kantonen Prats-de-Mollo-la-Preste som tillhör arrondissementet Céret. År 2022 hade Coustouges 93 invånare.

## Befolkningsutveckling

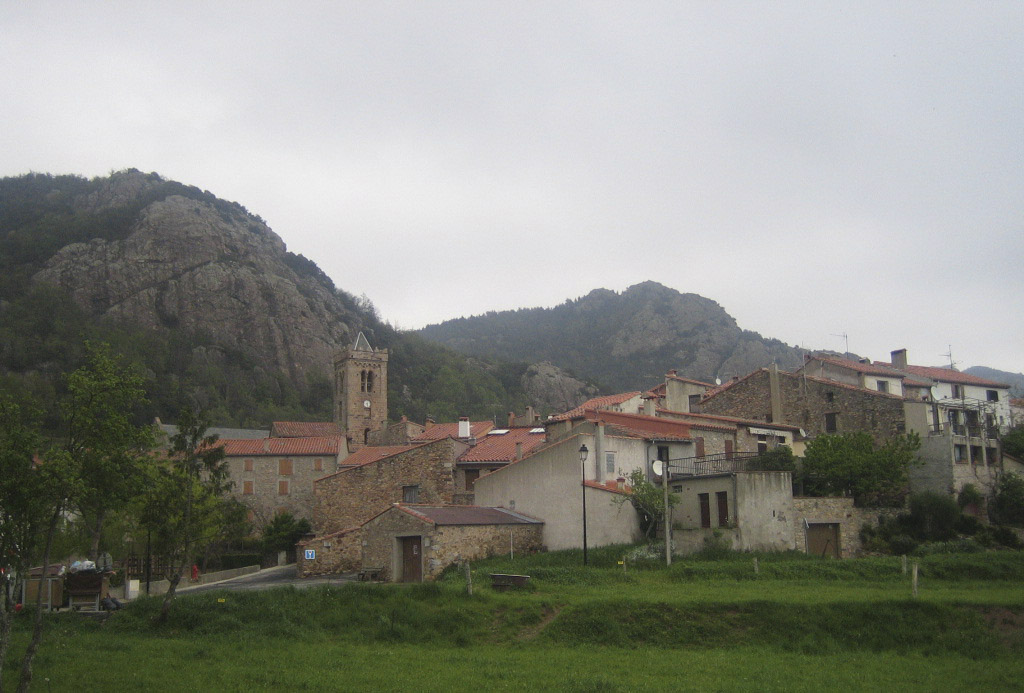
Coustouges

Antalet invånare i kommunen Coustouges
| Referens: INSEE |